# Mitch Albom
Mitchell „Mitch“ David Albom (* 23. Mai 1958 in Trenton, New Jersey, USA) ist ein US-amerikanischer Autor, Sportjournalist für die Detroit Free Press, Radiomoderator und Fernsehkommentator.

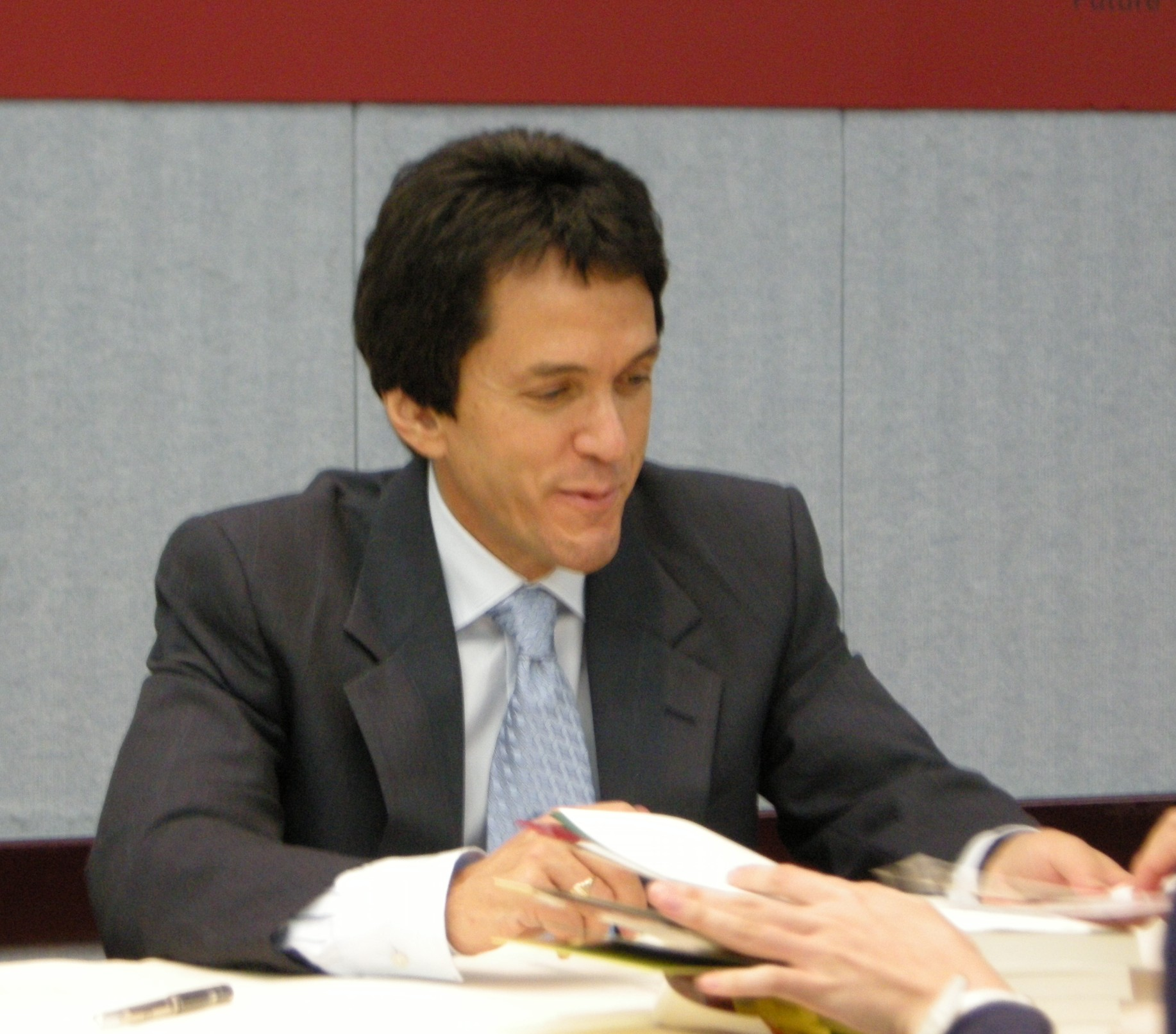
Mitch Albom (2010)

## Leben
Albom schrieb den in den USA sehr erfolgreichen Roman Dienstags bei Morrie (1998). Das Buch verkaufte sich außergewöhnlich gut, nachdem es von Oprah Winfrey in Oprah’s Book Club vorgestellt worden war. Die Fernsehverfilmung mit Hank Azaria und Jack Lemmon war der meistgesehene Fernsehfilm 1999 in den USA und erhielt vier Emmies.
Sein Roman Die fünf Menschen, die dir im Himmel begegnen (2005) war ebenfalls ein New York Times-Bestseller, den die Kritiker allerdings als zu sentimental verrissen haben. Auch dieser Roman wurde für das US-Fernsehen verfilmt mit Jon Voight, Ellen Burstyn, Michael Imperioli und Jeff Daniels. Weitere Romane sind Nur einen Tag noch (2006), Ein Tag mit dir (2008) und Das Wunder von Coldwater (2013).
Nach seinen Erfahrungen mit Morrie Schwartz startete er eine Hilfsorganisation mit dem Namen „A Time to Help“. Jeden Monat führt die Gruppe ein Projekt durch, welches der Detroiter Bevölkerung hilft. Es wurden bisher Hilfsprojekte für Obdachlosenunterkünfte, Suppenküchen, Altenheime und Waisenheime durchgeführt. Albom und sein Radiokomoderator Ken Brown führen die Projekte an und versuchen, A Time to Help als Katalysator für mehr freiwilliges Engagement zu nutzen.
Mitch Albom tritt regelmäßig in den Fernsehsendungen Sports Reporters und SportsCenter von ESPN auf. Seine Radioshow wird von WJR in Detroit ausgestrahlt.
Albom ist Mitglied einer Rockband mit dem Namen The Rock Bottom Remainders. Alle Mitglieder der Band sind Schriftsteller. Er hat an der Brandeis University und der Columbia University studiert. Bevor er Journalist wurde, war er als Amateurboxer, Nachtclubsänger und Pianist tätig.
2011 wurde er mit der Ehrendoktorwürde der Michigan State University ausgezeichnet.